# نمایی از بالای جهان
نمایی از بالای جهان (انگلیسی: A View from the Top of the World) پانزدهمین آلبوم استودیویی گروه پراگرسیو متال آمریکایی دریم تیتر است که در ۲۲ اکتبر ۲۰۲۱ توسط  اینساید اوت منتشر شد. این اولین آلبوم گروه است که در استودیوی اختصاصی آن‌ها، DTHQ (مقر دریم تیتر)، ضبط شده و همچنین اولین آلبوم از زمان ابرهای سیاه و روزنه‌های امید (۲۰۰۹) است که کمتر از نه قطعه دارد. این آلبوم همچنین اولین اثر از زمان دریم تیتر (۲۰۱۳) است که شامل قطعه‌ای با مدت‌زمان حداقل ده دقیقه بوده و با طولانی‌ترین قطعه به پایان می‌رسد. این آلبوم آخرین کار دریم تیتر با درامر مایک منجینی است که در اکتبر ۲۰۲۳ گروه را ترک کرد و مایک پورتنوی، درامر اولیه، به گروه بازگشت.
قطعهٔ «بیگانه» (The Alien) برنده جایزه گرمی برای بهترین اجرای متال در سال ۲۰۲۲ شد و اولین پیروزی گرمی گروه را پس از سومین نامزدی‌شان رقم زد. آن‌ها پیش‌تر در سال ۲۰۱۲ برای «بر پشت فرشتگان» و در سال ۲۰۱۴ برای «The Enemy Inside» نامزد شده بودند.